# داده شناسی نجومی

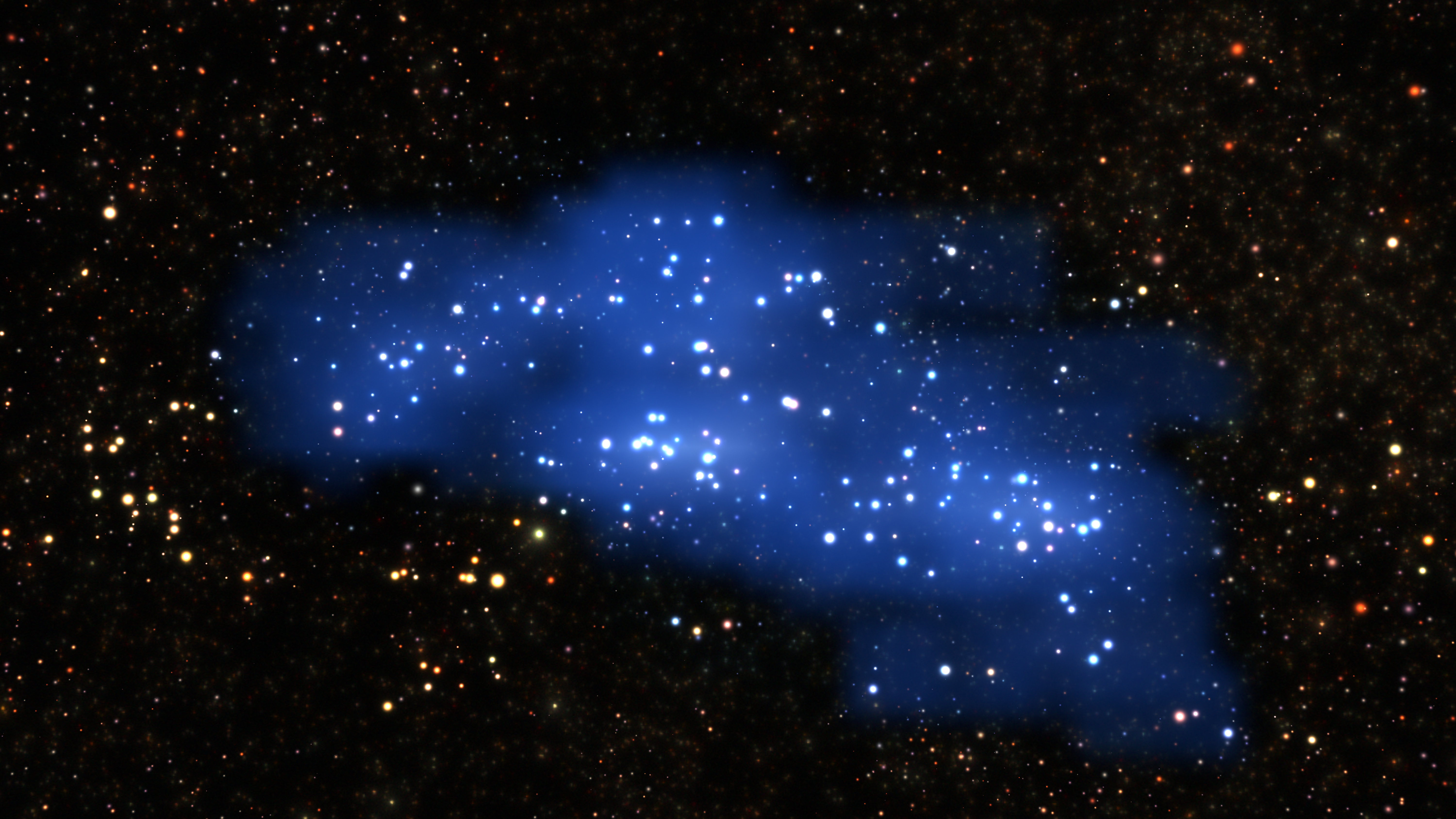
ابرخوشه اولیه Hyperion با اندازه گیری و بررسی داده های آرشیو رونمایی شد

داده‌شناسی نجومی یک رشته مطالعاتی بین رشته‌ای است که شامل ترکیبی از نجوم، علم داده، یادگیری ماشین، انفورماتیک و فناوری‌های اطلاعات/ارتباطات  است. این رشته ارتباط نزدیکی با آمار نجومی دارد.

## زمینه
داده‌شناسی نجومی عمدتاً بر توسعه ابزارها، روش‌ها و کاربردهای علوم محاسباتی، علم داده، یادگیری ماشین و آمار برای تحقیق و آموزش در نجوم داده‌گرا متمرکز است. تلاش‌های اولیه در این جهت شامل کشف داده‌ها، توسعه استانداردهای ابرداده، مدل‌سازی داده‌ها، توسعه فرهنگ لغات داده‌های نجومی، دسترسی به داده‌ها، بازیابی اطلاعات، یکپارچه‌سازی داده‌ها، و داده‌کاوی در ابتکارات رصدخانه مجازی نجومی بود. برای توسعه بیشتر این رشته و شناخته شدن آن  و موقعیت‌هایش در سال 2009، همراه با تایید جامعه نجوم، مقاله ای به شورای تحقیقات ملی (ایالات متحده آمریکا) ارائه شد. آن مقاله موقعیت مبنایی را برای توضیح دقیق‌تر ابعاد و بخش‌های  این رشته در مقاله مجله انفورماتیک Astroinformatics: Data-Oriented Astronomy Research and Education ارائه کرد. در سال 2012 نیز دو مقاله  به شورای انجمن نجوم آمریکا ارائه شد که منجر به ایجاد گروه‌های کاری رسمی در داده‌شناسی نجومی و اخترآمار برای حرفه نجوم در ایالات متحده و جاهای دیگر شد.
داده‌شناسی نجومی به عنوان یک زمینه تحقیقاتی متمایز از کار در زمینه‌های بیوانفورماتیک و ژئوانفورماتیک و توسط فعالیت های  جیم گری (دانشمند کامپیوتر) در زمینه eScience در تحقیقات مایکروسافت الهام گرفته شد، که میراث آن از طریق جوایز eScience جیم گری ادامه یافت.
اگرچه تمرکز اصلی داده‌شناسی نجومی بر مجموعه گسترده توزیع شده در سراسر جهان از پایگاه‌های اطلاعاتی نجومی دیجیتال، آرشیو تصاویر و ابزارهای تحقیقاتی است، اما این رشته اهمیت مجموعه داده‌های قدیمی را نیز به رسمیت می‌شناسد که با استفاده از فناوری‌های مدرن برای حفظ و تحلیل مشاهدات نجومی تاریخی از انها بهره می‌برد. برخی از کارشناسان این حوزه به دیجیتالی کردن مشاهدات و تصاویر نجومی بدست آمده زمان حال یا گذشته در یک پایگاه داده بزرگ از طریق واسط های مبتنی بر اینترنت کمک می کنند. هدف دیگر کمک به توسعه روش‌ها و نرم‌افزارهای جدید برای اخترشناسان و همچنین کمک به تسهیل فرآیند و تجزیه و تحلیل حجم رو به رشد سریع داده‌ها در زمینه نجوم است.
داده‌شناسی نجومی به عنوان "پارادایم چهارم" تحقیقات نجومی توصیف می شود. حوزه‌های تحقیقاتی بسیاری درگیر داده‌شناسی نجومی هستند، مانند داده‌کاوی، یادگیری ماشین، آمار، تجسم، مدیریت داده‌های علمی، و علم معنایی. داده کاوی و یادگیری ماشین به دلیل تمرکز بر "کشف دانش از داده ها" و "یادگیری از داده ها" نقش مهمی در اختر انفورماتیک به عنوان یک رشته تحقیقاتی علمی ایفا می کنند.
مقدار داده‌های جمع‌آوری‌شده از بررسی‌های آسمان نجومی در طول دهه گذشته از گیگابایت به ترابایت افزایش یافته است و پیش‌بینی می‌شود که در دهه آینده به صدها پتابایت با تلسکوپ بزرگ سینوپتیک و به اگزابایت با آرایه کیلومتر مربعی افزایش یابد. ] این انبوهی از داده‌های جدید، تحقیقات مؤثر نجومی را قادر می‌سازد و به چالش می‌کشد. بنابراین، رویکردهای جدید مورد نیاز است و تا حدی می‌توان گفت به این دلیل، علم داده محور در حال تبدیل شدن به یک رشته دانشگاهی شناخته شده است. در نتیجه، نجوم و سایر رشته‌های علمی در حال توسعه زیرشاخه‌های مبتنی بر اطلاعات و داده‌های فشرده هستند تا جایی که این زیرشاخه‌ها اکنون به رشته‌های تحقیقاتی مستقل و برنامه‌های دانشگاهی کامل تبدیل شده‌اند (یا قبلاً تبدیل شده‌اند). در حالی که بسیاری از مؤسسات آموزشی از برنامه‌های تحقیقاتی در زمینه داده‌شناسی نجومی برخوردار نیستند، چنین برنامه‌هایی به احتمال زیاد در آینده نزدیک توسعه خواهند یافت.
انفورماتیک اخیراً به عنوان "استفاده از داده های دیجیتال، اطلاعات و خدمات مرتبط برای تحقیق و تولید دانش" تعریف شده است. با این حال تعریف معمول این حوزه بدین صورت می‌باشد: "انفورماتیک رشته سازماندهی، دسترسی، یکپارچه سازی و استخراج داده ها از منابع متعدد برای کشف و پشتیبانی تصمیم گیری است." بنابراین، رشته داده‌شناسی نجومی شامل بسیاری از تخصص‌های مرتبط با طبیعت از جمله مدل‌سازی داده، سازماندهی داده‌ها و غیره است. همچنین ممکن است شامل روش‌های تبدیل و عادی‌سازی برای یکپارچه‌سازی داده‌ها و تجسم اطلاعات، و همچنین استخراج اطلاعات، تکنیک‌های نمایه‌سازی، بازیابی اطلاعات و داده‌کاوی باشد. پروژه‌های علمی شهروندی (مانند باغ وحش کهکشان) همچنین به کشف نوآوری‌های بسیار ارزشمند، برچسب‌گذاری ویژگی‌ها و خصوصیات اشیاء در مجموعه داده‌های بزرگ نجومی کمک می‌کنند. همه این تخصص‌ها در کنار مجموعه‌های مختلف داده‌های عظیم، تحقیقات مشترک و استفاده مجدد از داده‌ها، امکان اکتشافات علمی در محیط‌های پژوهشی و یادگیری را فراهم می‌کنند.
داده‌شناسی نجومی یک زمینه طبیعی برای ادغام آموزش و پژوهش فراهم می کند.  اکنون می‌توان از تجربیات بدست آمده در تحقیقات انجام شده برای ایجاد و رشد علم داده استفاده کرد. همچنین این حوزه کاربردهای بسیار دیگری مانند استفاده مجدد از داده‌های آرشیوی برای پروژه‌های جدید، پیوندهای ادبیات-داده، بازیابی هوشمند اطلاعات، و بسیاری موارد دیگر دارد.